# 松尾英一
松尾 英一（まつお えいいち、1886年（明治19年）9月17日 - 没年不明）は、大日本帝国陸軍軍人。最終階級は陸軍少将。

## 経歴
山口県出身。陸軍士官学校第19期、陸軍大学校第31期卒業。1923年（大正12年）8月、陸軍歩兵少佐に進級し、1925年（大正14年）9月時点で歩兵第41連隊大隊長の任にあった。1926年（大正15年）4月に独立守備歩兵第2大隊附（関東軍・独立守備隊司令部）となり、満洲教育専門学校に配属された。1928年（昭和3年）3月に陸軍歩兵中佐に進級し、1929年（昭和4年）8月に歩兵第40連隊附となった。
1932年（昭和7年）3月11日に近衛師団司令部附となり、拓殖大学に配属され、8月8日に陸軍歩兵大佐に進級した。1934年（昭和9年）8月に函館連隊区司令官に着任し、1937年（昭和12年）3月1日に陸軍少将に進級したが、同時に待命となり、3月29日に予備役に編入された。1945年（昭和20年）3月31日に召集され、函館連隊区司令官兼函館地区司令官に就任した。